# 主婦
主婦（しゅふ、英: housewifeあるいはhomemaker）は、一般に家事・育児を主とする既婚（もしくは内縁）の女性をいう。

## 歴史と社会

### 欧米
欧米の上流階級や中流階級では家事奉公で来た家事使用人を雇う例が多かった。家事使用人は圧倒的多数が女性で家事奉公は農村の労働力を都会へ流入させる契機となった。イギリスの上流階級では妻たちが数十名もの家事使用人を監督する責任を負っていた。一方、ヴィクトリア期の中流階級では家事使用人はせいぜい一人しか雇えなかったといわれており、ある程度の家事労働は女主人やその娘が負担していた。
20世紀になり両大戦の間にこれらの家事使用人の多くは姿を消した。家事奉公以外に労働者階級の女性にとってより魅力的な職業が出現し始めたことで家事使用人の数が減少するとともに、ガスレンジや給湯ヒーターの登場など家事の機械化で家事使用人を雇わないで家事が行われるようになったことがその背景にある。中流階級さらに上流階級の家庭でも家事使用人のいない家事の問題に直面することとなり、家庭内で引き受けなければならない家事労働の負担は大きくなったといわれている。

### 日本
『家族力』（文藝春秋）によれば、PTAや自治会などで役員を務めて地域社会に貢献しているのは「圧倒的に主婦」であるという。これは自宅の家計の為に、一日を職場と家の往復で終わらざるを得ない賃金労働者の「地域社会への進出」が困難となっていることが一因である。
家族社会学・福祉社会学においては、地域での活動や介護を担う労働力としても評価されており、マルクス主義や女性学では、主婦は育児や家事といった再生産労働の担い手とされている。マーケティングや商業界では、売上と雇用を支える消費対象として、またパートタイマーとしても注目されている。
企業などで定年まで勤めた働く女性の多くが、退職後にこうした主婦として地域社会を支えている（出典：日本経済新聞2005年5月25日）。兼業主婦であり、かつ正規雇用、あるいは非正規雇用者の立場にある女性は世界経済フォーラムの統計における「女性の就業率」に含まれているものの、2009年では「女性の社会進出」において、日本は75位と先進国中最下位であった（賃金格差」が99位、「就業率格差」が83位という結果となった）。